# Біле Блота (Ліпновський повіт)
Б'яле Блота (пол. Białe Błota, нім. Weißmoor) — село в Польщі, у гміні Бобровники Ліпновського повіту Куявсько-Поморського воєводства.
Населення — 68 осіб (2011).
У 1975-1998 роках село належало до Влоцлавського воєводства.

## Демографія
Демографічна структура станом на 31 березня 2011 року:
|          | Загалом | Допрацездатний вік | Працездатний вік | Постпрацездатний вік |
| -------- | ------- | ------------------ | ---------------- | -------------------- |
| Чоловіки | 34      | 8                  | 24               | 2                    |
| Жінки    | 34      | 8                  | 22               | 4                    |
| Разом    | 68      | 16                 | 46               | 6                    |